# Vermilion Bay
Vermilion Bay é uma comunidade na província canadense de Ontário, localizada na cidade de Machin, no distrito de Kenora.